# Хаапаярви
Ха́апаярви (фин. Haapajärvi: осиновое озеро) — город в провинции Северная Остроботния в губернии Оулу.
Население города 7 638 человек (2010); общая площадь 789,17 км² из которых площадь водной поверхности — 23,68 км². Плотность населения — 9,98 чел./км².

## Известные уроженцы и жители
- Кристфрид Ганандер (1741—1790) — финский писатель, фолклорист